# Tiszanagyfalu
Tiszanagyfalu község Szabolcs-Szatmár-Bereg vármegyében, a Nyíregyházi járásban.

## Fekvése
Tiszanagyfalu a Nyíri-Mezőségben fekszik. A Nyíri-Mezőség a Nyírségtől nyugatra eső terület, mely a Hajdúhát északi részére és a Tisza-mente egy kisebb szakaszára terjed ki. Az itt megtelepült hat helység - Tiszadada, Tiszadob, Tiszaeszlár, Tiszalök, Tiszavasvári és Tiszanagyfalu – néprajzát tekintve (is) elüt a szomszédos területektől. Jellemzőjük a majd mindenütt kialakult kétbeltelkesség. A halmazos településmagban épültek a lakóházak, a tölcsérszerűen kiszélesedő utcák sugárirányban indultak a település szélei felé. A falumagot védően fogta körül az ólaskertek övezete. Ott csak istállók épülhettek és a takarmányt raktározhatták, állandó kintlakást nem engedélyeztek az elöljárók. Az ólaskertek beépülése a 19. század közepe után indult meg, amikor oda is építettek állandó lakóépületeket. E terület sok rokon vonást mutat a Tisza túloldalán elterülő Taktaközzel, s kapcsolatai is inkább Tokajjal és a többi hegyaljai településsel fejlődtek ki.
A közvetlenül határos települések: észak felől Rakamaz, kelet felől Gávavencsellő, délkelet felől Nyírtelek, dél felől Tiszaeszlár, nyugat felől pedig Tokaj.

### Megközelítése
A legegyszerűbben a 38-as főútról közelíthető meg, bár a főút csak az északi külterületei között halad át, illetve lakott helyei közül csak Virányos nevű különálló településrészét érinti. Központján, annak főutcájaként a 3633-as út halad keresztül, illetve a 38-as főúttal keleti irányban a 36 122-es számú mellékút köti össze.
Legnépesebb különálló településrésze, Virányos a 38-as főút mentén fekszik, a központjától jó 6 kilométerre kelet-délkeleti irányban, Nyíregyházától 19 kilométere északnyugatra, Rakamaztól 9 kilométerre délkeletre. A közelében a Szerencs–Nyíregyháza-vasútvonalon hasonló néven vasúti megállóhely működik. [A település központi része számára ezzel együtt a legközelebbi vasúti csatlakozási lehetőséget Rakamaz vasútállomás biztosítja, pár kilométerre északra.]

## Története
Neve méretére utal. A település neve a 13. századtól fordul elő az írásos emlékeinkben. A 13. század közepén Magna villa és a szabolcsi várispánság birtoka. A település a tatárjárás alatt megsemmisült, mert a tatárok a Tisza bal partján lévő falvakat felégették, elpusztították.
1245-ben IV. Béla király a lakatlan, korábban a szabolcsi várhoz tartozó földet Gutkeled nemzetségbeli Istvánnak adományozta.
A pápai tizedjegyzékben a 15. század elején Nagfalu néven szerepelt, melynek temploma és papja volt.
1342-ben a besztereci monostor bírta, de korábban a Hontpázmány nemzetségbeli Dersé volt.
A 14. század folyamán több, e helyről elnevezett birtokosról tudunk. Egy 1364. május 19-én kelt oklevél szerint az egri káptalan előtt Nogfalu-i család tagjai az ottani, Szűz Máriáról elnevezett parokiális egyház kegyúri jogán egymás között megosztották.
1353-ban a Báthory, 1420-ban a Baktay, 1444-ben a Rohody, 1451-ben a bogdányi Farkas, 1445-ben a Tuzséry, 1463-ban Csűry Pál Szabolcs megye akkori alispánja és Lasztóczky család a birtokosa.
1459-ben ugyancsak a leleszi elenchusok Eghazas Nagfalu-nak említik.
A 15. században a Téthy és Jékey családok is bírták, bár lehet, hogy más esetben valami Nyírtéthez közel eső birtokról van szó.
Az egykori monostori földesurasági birtok a 15. században is fennállhatott, legalábbis a falu egy részére, mert 1465-ben Újfalu, alio nomine Apáthszeg néven említik.
Határát egy 1347-ből való oklevél írta le; a határjárás során egy romba dőlt várhelyet is említenek jelként. Ez alkalommal Batthyáni Szalók unokáját és Újfalusi Lukácsot iktatták be birtokba.
A 16. század közepén Téthy Györgyé volt, de más birtokosa is lehetett, mert 1565-ben Horváth Ferenc birtokát Zay Ferenc kassai főkapitány foglalta el. 1556-ban 69 dézsmafizető jobbágya volt, tehát mintegy 345-350 lakosa.
A 16. század második felében hol Nagfalu, hol Újfalu néven emlegetik, de mindig ugyanazon helyről van szó; a birtokosok a Téthy és Csomaközy Boldizsárnak 13, Rózsa Gáspárnak 7 jobbágya élt itt. A 17. században a Csomaközyek bírták, de 1683-ban Thököly Imre hívének, Hatházi Gergely kapitánynak adományozta.
A 18. században nagyobb részét báji Patay Sámuel bírta és némi részben népesítette is. 1756-ban Patay Sámueltől a tolcsvai Bónis család szerzi meg birtokcserével. Ekkor újratelepítik a falut. (Református egyház anyakönyve)
Később mintegy 20 kisebb-nagyobb nemes család között oszlott meg, a jobbágyfelszabadulás körül 900-950 lakosa lehetett.
A 18. század végén, a 19. század elején a Bekény, Bónis, Máriássy, Csoma, Klobusiczky család, Szemere, Jármy család, Bernáth, Majer, Korda, Somos és Pózer családok kezén volt.
A falut 1888-ban az árvíz teljesen romba döntötte.
A mai határba olvadt be egy Dicse nevű birtok Nagyfalu és Eszlár határának találkozó pontján; a birtokot az 1347. évi határjárás említi.
A 19. század elején itt lelkészkedett Terhes Sámuel a nyíriek kedvenc poétája.
A községet 1908 óta nevezik Tiszanagyfalunak. A településre az 1930-as években jellemző, hogy szalagtelkes, eredetileg egyutcás útifalu a Tisza mellett, a nyíri mezőségben. Fő utcája (ma Kossuth utca), amely a "tiszai út" része, É-D irányú. A falu a századforduló óta kelet felé terjeszkedett. A telkek egysoros beépítésűek. A lakóház népi építészetére jellemző volt, hogy háromosztatú, oldaltornácos. A konyhát boltív választja ketté. A szabadkémény aljából fűtötték a szobabeli kemencét. A helyiségek földpadozatosak. A nád és zsúpfedeles nyeregtető az utca felé felső csonkakontyos.

## Közélete

### Polgármesterei
- 1990–1994: Kemecsei László (független)[3]
- 1994–1998: Kemecsei László (független)[4]
- 1998–2002: Kemecsei László (független)[5]
- 2002–2006: Kemecsei László (független)[6]
- 2006–2010: Kemecsei László (független)[7]
- 2010–2014: Kemecsei László (független)[8]
- 2014–2015: Kemecsei László (független)[9]
- 2016–2019: Rudolf János Ferencné (független)[10]
- 2019–2024: Rudolf János Ferencné (független)[11]
- 2024– : Rudolf János Ferencné (független)[1]

A településen 2016. február 14-én időközi polgármester-választást tartottak, az előző polgármester lemondása miatt.

## Népesség
A település népességének változása:
| Lakosok száma | 1826 | 1815 | 1804 | 1765 | 1694 | 1737 | 1728 |
|               | 2013 | 2014 | 2015 | 2021 | 2022 | 2023 | 2024 |

2001-ben a település lakosságának közel 100%-a magyar nemzetiségűnek vallotta magát.
A 2011-es népszámlálás során a lakosok 93,5%-a magyarnak, 0,2% cigánynak, 8,4% németnek mondta magát (6,5% nem nyilatkozott; a kettős identitások miatt a végösszeg nagyobb lehet 100%-nál). A vallási megoszlás a következő volt: római katolikus 37,9%, református 27,8%, görögkatolikus 9,5%, evangélikus 0,4%, felekezeten kívüli 4,9% (18,3% nem válaszolt).
2022-ben a lakosság 89,5%-a vallotta magát magyarnak, 1,5% németnek, 1,4% ukránnak, 0,2% cigánynak, 0,2% ruszinnak, 0,1-0,1% románnak, lengyelnek, görögnek, bolgárnak és szlováknak, 0,6% egyéb, nem hazai nemzetiségűnek (10,3% nem nyilatkozott; a kettős identitások miatt a végösszeg nagyobb lehet 100%-nál). Vallásuk szerint 24,6% volt római katolikus, 25,9% református, 8,2% görög katolikus, 1,3% egyéb keresztény, 0,4% evangélikus, 0,3% ortodox, 7,3% felekezeten kívüli (31,7% nem válaszolt).

## Nevezetességei
- Református temploma - 1789-ben épült.
- A játszótéren található emlékmű.

## Külső hivatkozások
- Tiszanagyfalu Önkormányzatának honlapja
- Tiszanagyfalu az utazom.com honlapján